# 宽·阿派旺
宽·阿派旺（RTGS：Khuang Aphaiwong；1902年5月17日—1968年3月15日）第4任泰国总理。
宽·阿派旺出生在马德望（Battambang，现在柬埔寨），父亲Chao Phraya Abhayahubet是马德望长官。他参观曼谷的Devasarin学校和易三仓学院，并进入法国的里昂中央理工学院学习工程学。回泰国之后他在通信机电部门工作，最后成为这个部门的主任。
二战期间，他进入拉玛七世的近卫军服役，军衔为少校，并获赠Luang Kowitabhayawongse爵位。在披耶帕凤和鑾披汶·頌堪政府擔任部长，并在1944年8月1日被选为总理，这届内阁22阁员中只有7名军人，是一个文官政府，日本投降后，国王摄政比里·帕侬荣以国王的名义宣布了和平宣言，宽·阿派旺政府也辞职下野。
1946年他参与创建泰国民主党，成为它的創黨领导人。
在1946年1月6日的第四次全国大选中，民主党赢得选举，1月31日他开始他的第二个总理任期。但只45天，3月24日他的政府在议会中失去支持而下台。
1947年11月10日在鑾披汶·頌堪幕后支持下发动政变，推翻了自由泰人运动政府，第三次出任总理，1948年4月8日因表现牵强与军政府闹翻，宽·阿派旺辞职，頌堪重新掌權，實行獨裁統治。他继续当反对派领导人。